# Aiouea
Aiouea é um género botânico pertencente à família Lauraceae.

## Espécies
- Aiouea acarodomatifera, Kostermans
- Aiouea angulata, Kosterm.
- Aiouea barbellata Kosterm., 1938
- Aiouea benthamiana, Mez
- Aiouea bracteata, Kosterm., 1938
- Aiouea brasiliensis Meisn., 1864
- Aiouea chapadensis, Kosterm., 1938
- Aiouea elliptica Meisn.
- Aiouea lehmannii, (O.C.Schmidt) Renner
- Aiouea macedoana, Vattimo 1967
- Aiouea minutiflora, Coe Teixeira 1970
- Aiouea mocambensis, Coe Teixeira 1970
- Aiouea multiflora, coe Teixeira 1970
- Aiouea obscura, van der Werff
- Aiouea rondoni, Samp. 1917
- Aiouea scandens, Ducke 1930
- Aiouea truxillensis Kosterm., 1938
- Aiouea vexatrix van der Werff, 1988
- Aiouea warmingii Mez, 1889
- Lista completa